# UFC on ESPN: Strickland vs. Magomedov
UFC on ESPN: Strickland vs. Magomedov (también conocido como UFC on ESPN 48) fue un evento de artes marciales mixtas producido por Ultimate Fighting Championship que tuvo lugar el 1 de julio de 2023 en las instalaciones del UFC Apex en Enterprise, Nevada, parte del área metropolitana de Las Vegas, Estados Unidos.

## Antecedentes
El combate de peso medio entre Sean Strickland y Abusupiyan Magomedov encabezó el evento.
Se esperaba un combate de peso medio entre Abdul Razak Alhassan y Brunno Ferreira en UFC Fight Night: Dern vs. Hill pero fue trasladado a este evento por razones desconocidas. A su vez, Alhassan se retiró a finales de junio y fue sustituido por Nursulton Ruziboev.
Se esperaba un combate de peso ligero entre Vinc Pichel y Benoît Saint-Denis para este evento. Sin embargo, Pichel se retiró a finales de mayo debido a una lesión y fue sustituido por Ismael Bonfim.
Se esperaba un combate de peso mosca entre Clayton Carpenter y Stephen Erceg para este evento, pero se canceló tras la retirada de Carpenter por una lesión no revelada. Anteriormente estaban programados para enfrentarse en la sexta temporada del Dana White's Contender Series en 2022 y UFC Fight Night: Dern vs. Hill en mayo de 2023, pero Erceg se retiró en ambas ocasiones por problemas de visa. Erceg fue reprogramado para enfrentar a David Dvořák en UFC 289.
Se esperaba un combate de peso gallo femenino entre Macy Chiasson y Yana Kunitskaya para este evento. Sin embargo, Chiasson se retiró dos semanas después del anuncio del combate y fue sustituida por Karol Rosa en un combate de peso pluma.
Se esperaba un combate de peso pluma entre Joanderson Brito y Khusein Askhabov para este evento. Sin embargo, Askhabov se retiró por motivos desconocidos y fue sustituido por Westin Wilson.

## Premios de bonificación
Los siguientes luchadores recibieron bonificaciones de $50000 dólares.
- Pelea de la Noche: Elves Brenner vs. Guram Kutateladze
- Actuación de la Noche: Sean Strickland y Nursulton Ruziboev